# کوه پاپا
کوه پاپا (به لاتین: Mount Popa) یک کوه در میانمار است که در ناحیه ماندالی واقع شده‌است. کوه پاپا ۱٬۵۱۸ متر بالاتر از سطح دریا واقع شده‌است.